# Estructura geopetal

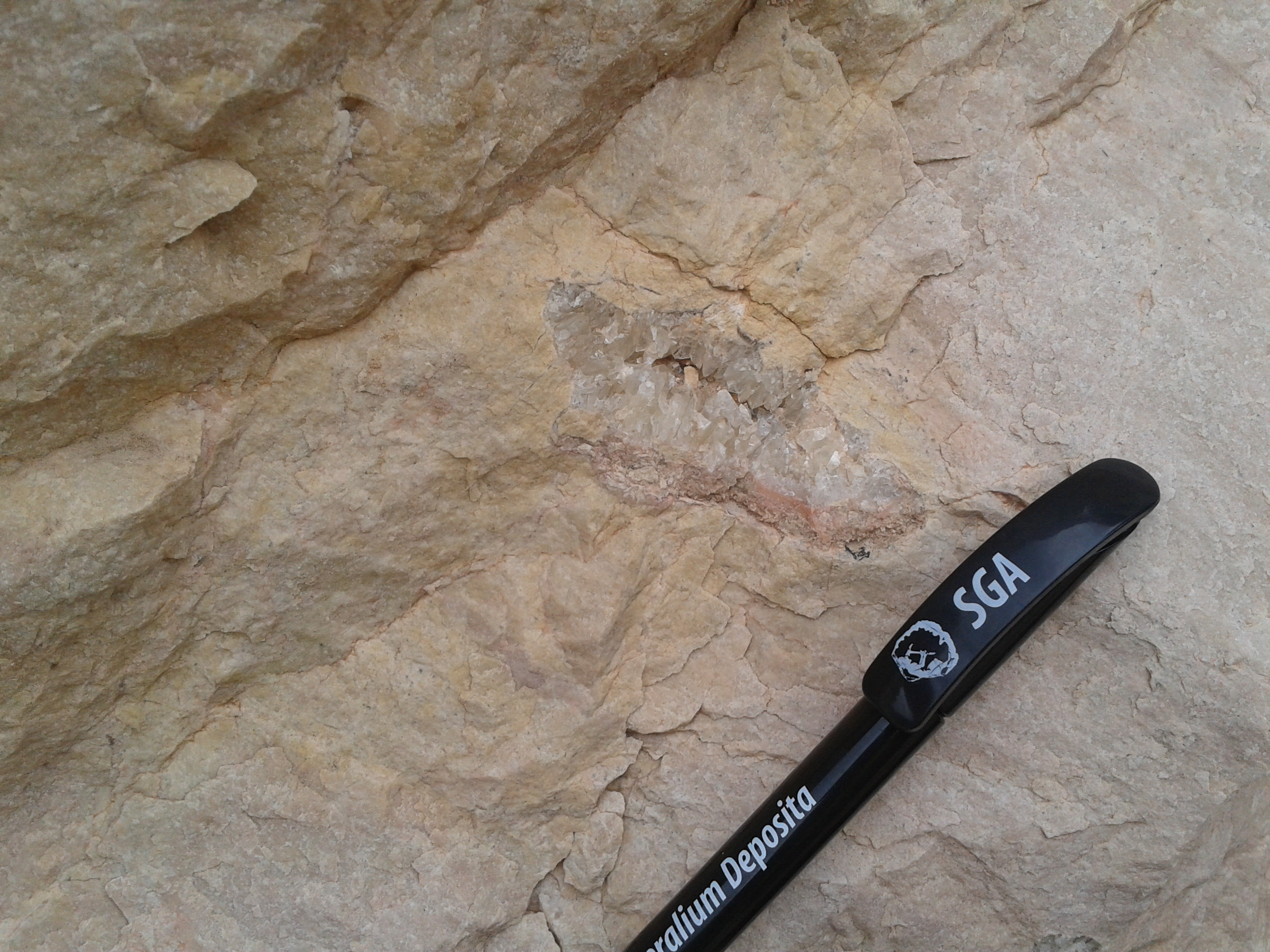
Estructura geopetal en dolomies del Lies. T-333 km. 30 (aprox), prop de Prat de Comte, Terres de l'Ebre, Catalunya.

Una estructura geopetal o simplement geopetal és una estructura sedimentària que a conseqüència de la seva geometria particular permet conèixer la polaritat de l'estrat on es troba. Les estructures geopetals són típiques de roques carbonatades. L'estructura es forma quan en una porositat hi entra sediment i posteriorment hi cristal·litza qualsevol tipus de ciment; el sediment per efecte de la gravetat es dipositarà a la part inferior de la porositat, mentre que posteriorment el ciment cristal·litzarà a la part superior (la zona que queda buida). Si un cop s'ha format l'estructura geopetal la roca pateix qualsevol canvi, per exemple per l'afectació d'un esforç i la posterior formació d'un plec, aquest canvi serà visible a través de l'estructura, ja que el ciment apareixerà a la part inferior i el sediment a la superior i permetrà igualment identificar la base i el sostre de l'estrat o la sèrie.